# Ленчинський Віктор Петрович
Віктор Петрович Ленчинський (1 жовтня 1926, селище Байрак, тепер Харківського району Харківської області — 22 березня 2007, місто Чернівці) — український радянський партійний діяч, голова Чернівецького облвиконкому. Депутат Верховної Ради УРСР 8—11-го скликань. Член Ревізійної комісії КПУ в 1981—1986 р.

## Біографія
З 1934 року навчався в семирічній школі. З 1940 року працював робітником на шахті та продовжував навчання. З 1941 по 1943 рік проживав у окупованому німецькими військами місті Іловайську Сталінської області.
З вересня 1943 року — у лавах Червоної армії: рядовий 162-го стрілецького полку 54-ї гвардійської стрілецької дивізії. Учасник німецько-радянської війни, був поранений. Продовжував служити у Радянській армії до 1950 року.
З 1950 року — робітник, майстер зміни, начальник цеху Харцизького заводу харчових концентратів Сталінської області. Навчався у вечірній школі.
У 1953—1958 роках — студент механічного факультету Київського політехнічного інституту.
Член КПРС з 1954 року.
У 1958—1961 роках — майстер, інженер-конструктор, керівник групи конструкторів Луганського тепловозобудівного заводу.
У 1961—1962 роках — заступник завідувача промислово-транспортного відділу Луганського міського комітету КПУ.
У 1962—1965 роках — завідувач промислово-транспортного відділу Чернівецького обласного комітету КПУ.
У 1965—1966 роках — заступник голови виконавчого комітету Чернівецької обласної ради депутатів трудящих.
У серпні 1966—1970 роках — секретар Чернівецького обласного комітету КПУ.
У 1970 — 23 червня 1973 року — 2-й секретар Чернівецького обласного комітету КПУ.
22 червня 1973 — 20 січня 1990 року — голова виконавчого комітету Чернівецької обласної ради народних депутатів.
З січня 1990 року — на пенсії в місті Чернівцях.

## Звання
- молодший сержант

## Нагороди
- орден Трудового Червоного Прапора (30.09.1986)
- орден Вітчизняної війни 1-го ст. (1985)
- медалі